# Masoveria Cirés
La Masoveria Cirés és una obra d'Argentona (Maresme) protegida com a Bé Cultural d'Interès Local.

## Descripció
Casa de pagès de planta baixa i dos pisos d'un cos perpendicular a la façana, amb teulada a dues vessants amb el carener perpendicular a la façana.
A la banda sud té un cos de planta baixa amb terrat afegit a la façana durant la segona meitat del segle xx. A la façana hi ha la data 1835.